# Africablatta patricia
Africablatta patricia är en kackerlacksart som först beskrevs av Gerstaecker 1883.  Africablatta patricia ingår i släktet Africablatta och familjen småkackerlackor. Inga underarter finns listade i Catalogue of Life.